# 馬欄山駅
馬欄山駅（ばらんさんえき）は、中華人民共和国湖南省長沙市開福区にある5号線の駅である。

## 駅構造
- 1号線：島式ホーム1面

## 駅周辺
- 湖南広播電視台
- 西湖楼
- 長沙世界之窓
- 長沙海底世界
- 湖南人民広播電台
- 湖南国際会展中心